# Hydra (musikalbum av Within Temptation)
Hydra är det sjätte studioalbumet av det nederländska symphonic metal-bandet Within Temptation. Det släpptes den 31 januari 2014.

## Låtlista
| 1.           | Let Us Burn                                                 | Robert Westerholt, Daniel Gibson     | 5:13  |
| 2.           | Dangerous                                                   |                                      | 4:52  |
| 3.           | And We Run                                                  |                                      | 3:50  |
| 4.           | Paradise (What About Us?) (with Tarja Turunen)              | Sharon den Adel, Martijn Spierenburg | 5:22  |
| 5.           | Edge of the World                                           |                                      | 4:55  |
| 6.           | Silver Moonlight                                            | Sharon den Adel, Martijn Spierenburg | 5:17  |
| 7.           | Covered by Roses                                            |                                      | 4:48  |
| 8.           | Dog Days                                                    | Sharon den Adel, Martijn Spierenburg | 4:47  |
| 9.           | Tell Me Why                                                 |                                      | 6:12  |
| 10.          | Whole World Is Watching (med David Pirner från Soul Asylum) |                                      | 4:03  |
| Total längd: | Total längd:                                                | Total längd:                         | 49:16 |